# Burkina Faso hadereje
Burkina Faso hadserege szárazföldi erőből, légierőből, nemzeti csendőrségből, rendőrségből és a nemzetőrségből áll. Tengeri hadierővel nem rendelkezik. Az ország védelmi minisztere Yero Boly.

## Statisztika
Szárazföldi erők:
5800-6000 fő (önkéntes)
Nemzetőrség:
45 000 fő (hivatásos)
Hadügyi kiadások amerikai dollárban:
$40.1 millió
Hadügyi kiadások a GDP százalékában:
1,4%

## Szárazföldi erők
Burkina Faso hadserege 5800-6000 főből áll, melyet kiegészít a Nemzetőrség mintegy 45000 fővel. A rendőrséggel és a biztonsági szolgálattal ellentétben a hadsereget, valamint a Nemzetőrséget szovjet és kínai minta alapján szervezték. A hadsereg páncélozott könnyű járművekkel rendelkezik, melyek közül néhány felfegyverzett.
Az elmúlt években az Egyesült Államok támogatásával három, egyenként 750 fős zászlóaljt képeztek ki, melyeket Dárfúrban vetettek be különböző békeműveletek során. A képzés további részeként terrorelhárítási és humanitárius segélyezési feladatokat is kapnak.

## Fegyverzet
- EE-9 Cascavel
- Panhard AML
- Ferret páncélozott jármű
- BM–21 Grad
- M101 tarack
- ZPU

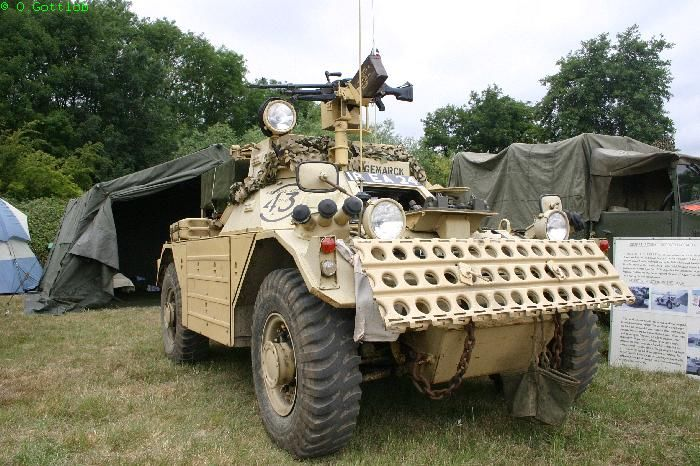
Ferret páncélozott jármű

- 9K32 Sztrela–2 föld-levegő rakétavető
- ACMAT

### Kézifegyverek
- AK–47
- AKM
- Heckler & Koch G3 karabély
- PK géppuska
- KPV géppuska

## Légierő

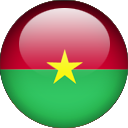
A Burkina Fasói Légierő emblémája

A Burkina Fasói Légierőt 1964-ben alapították francia közreműködéssel, számos Douglas C–47-es és MH.1521M Broussard repülőgép alkotta flottával. Ezeket követte később két Alouette III SA.316 B helikopter és ugyancsak kettő Nord 262 típusú szállítójármű. 1993-ra a gépek többségét leselejtezték.
1984-ben Líbia katonai adományaként kapott a légierő nyolc MiG–21-es vadászgépet, valamint kettő, hasonló típusú kiképző repülőgépet. Ezeket a gépeket Líbia üzemeltette, de csak 1985-ig. Egyik gépet sem vetették be éles bevetésben ez idő alatt. A légierő rendelkezett továbbá egy MiG–17F típusú géppel is, de a karbantartási és üzemeltetési nehézségek miatt már nem használják. Éles bevetésben is megmutatkozott a repülőgép, majd 1994-ben végleg kivonták a hadrendből. 1986-ban egy belga társaság segítségével szereztek be nyolc SF.260WP Warrior repülőgépet a Fülöp-szigetek légierejétől. Valamivel később további négy gépet vásároltak Olaszországból, ugyanebből a típusból.
2005 végén szerezték be azt a négy Mi–35 típusú helikoptert Oroszországból, melyekkel a szomszédos Elefántcsontpartban dúló polgárháborúban növelték saját támadási képességeiket.

### A légierő gépei
- Air Tractor AT-802
- CASA CN–235-220
- Xenon (Gyroplane)
- Avro 748
- Beechcraft Super King Air
- Eurocopter AS 365 Dauphin
- Eurocopter AS 350 Écureuil
- Mil Mi–8 Hip
- Mil Mi–35 Hind-E
- Mikoyan-Gurevich MiG–17 (raktáron)
- Nord 262
- Piper PA–34 Seneca
- Reims 172 Skyhawk
- Reims 337 Skymaster